# Шаграк-е Сан'аті (Ларіджан)
Шаграк-е Сан'аті (перс. شهرك صنعتي) — село в Ірані, у дегестані Бала-Ларіджан, у бахші Ларіджан, шагрестані Амоль остану Мазендеран. За даними перепису 2006 року, його населення становило 11 осіб, що проживали у складі 4 сімей.